# Vlag van Nièvre

Vlag van Nièvre

De vlag van Nièvre is de niet-officiële vlag van het Franse departement Nièvre. Net als de meeste andere departementen van Frankrijk heeft Nièvre geen officiële vlag, maar wordt de hier rechts afgebeelde vlag op niet-officiële wijze gebruikt. De vlag is afgeleid van het wapen van dit departement.
De vlag bestaat uit zes schuine banen van blauw en geel, met een uitgeschulpte zoom van rood.
Deze vlag is ook die van de voormalige provincie Nivernais, die overeenkomt met het departement Nièvre.
Naast deze vlag is er een logovlag in gebruik.

Vlag van de Nivernais
Logovlag